# Scarface (Push It to the Limit)
«Scarface (Push It to the Limit)» es una canción escrita por Giorgio Moroder y Pete Bellotte e interpretada por el músico estadounidense Paul Engemann, para la banda sonora de Scarface de la película de 1983. Aparece en la secuencia de Tony Montana tras matar a Frank Lopez (Robert Loggia) y asume el cargo principal del tráfico de droga en Miami. En la película la canción es ligeramente más larga, con un solo de guitarra en la parte instrumental. Esta versión se incluyó en el LP doce pulgadas con el solo de guitarra.

## Otras apariciones
- Aparece en el videojuego Grand Theft Auto III en 2001, como una canción de la radio Flashback FM (Flashback 95.6), junto a otras cuatro canciones de la banda sonora de Scarface.
- Aparece en el juego oficial de Scarface, Scarface: The World is Yours.
- Fue versionado por Rick Ross[1] en el tema «Push It» y también por el artista australiano de drum and bass, Phetsta.
- Jamey Jasta hace los coros en la versión de Necro, del álbum The Pre-Fix for Death.
- Suele aparecer con el fenómeno meme de Safety Not Guaranteed.
- Aparece en la Vigesimoséptima temporada de Los Simpsons (2016) en el capítulo «Teenage Mutant Milk-Caused Hurdles», como gag del sofá inspirado en los 80.[2][3]
- La canción también aparece en el episodio «Up the Down Steroid» de South Park.[4]
- Simon Viklund escribió y compuso un homenaje llamado «Break the Rules», con la voz de Phil Bardowell, que se usó en Payday 2, como parte de los packs del DLC de Scarface.[5]
- Aparece en el episodio «Mac's Big Break» de la sexta temporada de It's Always Sunny in Philadelphia.
- Fue versionado por la banda de heavy metal llamada Battle Beast en su álbum Unholy Savior.
- Aparece en la telecomedia American Dad, en el episodio «The Adventures of Twill Ongenbone and His Boy Jabari» de la octava temporada, en una escena en la que Roger se prepara para una maratón.
- Fue parodiada por Sonic Boom, cuando Sonic y amigos persiguen a «Bike-Chain Bandit» en el episodio «Planes, Trains and Dude-Mobiles». También aparece una instrumental en «Sole Power», en una compilación de entrenamiento con Sonic y Tails.
- Aparece en el episodio 4 de la segunda temporada de la serie de Netflix, Stranger Things.
- Aparece en el episodio 2 de la primera temporada de la serie El Cartel de los Burritos, como versión parodiada por Los Vikingos del Norte, llamada «Dealer» con un típico estilo Narcocorrido mexicano
- Aparece en la serie Knuckles, en el capítulo 5, «Reno, Baby», durante la partida de bolos.